# Ros a' Mhíl
Ros a' Mhíl (anglicizzato e spesso meglio conosciuto coi termini Rossaveal o Rossaveel ) è una piccola comunità della contea di Galway, nell'Irlanda occidentale. È situato nella famosa regione del Connemara, all'interno della stretta e suggestiva Baia di Cashla, in un'importante gaeltacht. È più conosciuta, soprattutto all'estero, col toponimo inglese Rossaveal o Rossaveel, che tuttavia non è più il nome ufficiale: il luogo ha subìto, infatti, il cambio imposto dal Ministero per le Gaeltacht così come ogni altro villaggio che fa parte di queste particolari aree, avendo solo il nome gaelico.
Nonostante disti soltanto 23 km dalla città di Galway, per raggiungere quest'ultima dal villaggio ci si può impiegare anche più di un'ora, a causa delle strade strette che attraversano luoghi aspri e selvaggi.
Ciò che fa di Ros a' Mhíl un centro importante dell'area è il porto, punto principale della nazione per i traghetti che salpano verso le Isole Aran nella Baia di Galway. Nella vicina Indreabhán c'è anche l'aeroporto che collega le isole alla costa con dei piccoli aerei. 
Altre attività sono la pesca ed il turismo.
Il nome della località tradotto dal gaelico significa "penisola della balena" o "del mostro marino", a significare che non si tratta tanto di un villaggio quanto di una comunità di abitazioni sparse lungo la penisola. Non esistono infatti un centro o delle vie, ma solo delle aree contraddistinte come The Pier ("Il Molo") e Upper, middle e lower Rossaveel.

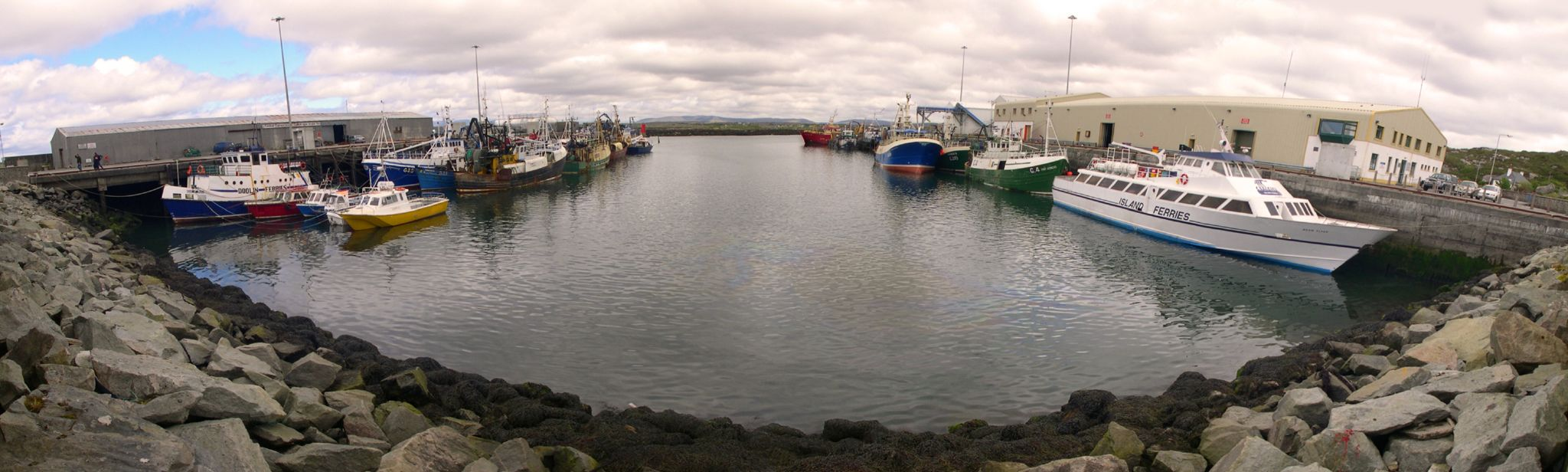
Il porto di Ros a' Mhíl, situato in un'insenatura minore della Baia di Cashla, ospita i traghetti principali che collegano l'Irlanda alle Isole Aran